# Parorsidis transversevittata
Parorsidis transversevittata är en skalbaggsart som beskrevs av Stefan von Breuning 1963. Parorsidis transversevittata ingår i släktet Parorsidis och familjen långhorningar.
Artens utbredningsområde är Laos. Inga underarter finns listade i Catalogue of Life.